# Elberon (Iowa)
Elberon és una població dels Estats Units a l'estat d'Iowa. Segons el cens del 2000 tenia 245 habitants.

## Demografia
Segons el cens del 2000, Elberon tenia 245 habitants, 87 habitatges, i 64 famílies. La densitat de població era de 143,3 habitants/km².
Dels 87 habitatges en un 43,7% hi vivien nens de menys de 18 anys, en un 56,3% hi vivien parelles casades, en un 11,5% dones solteres, i en un 26,4% no eren unitats familiars. En el 21,8% dels habitatges hi vivien persones soles el 9,2% de les quals corresponia a persones de 65 anys o més que vivien soles. El nombre mitjà de persones vivint en cada habitatge era de 2,82 i el nombre mitjà de persones que vivien en cada família era de 3,33.
Per edats la població es repartia de la següent manera: un 34,7% tenia menys de 18 anys, un 9,8% entre 18 i 24, un 23,7% entre 25 i 44, un 18,4% de 45 a 60 i un 13,5% 65 anys o més.
L'edat mediana era de 30 anys. Per cada 100 dones de 18 o més anys hi havia 102,5 homes.
La renda mediana per habitatge era de 38.594 $ i la renda mediana per família de 39.583 $. Els homes tenien una renda mediana de 23.571 $ mentre que les dones 21.000 $. La renda per capita de la població era de 12.440 $. Entorn del 10,7% de les famílies i el 15,5% de la població estaven per davall del llindar de pobresa.

## Poblacions més properes
El següent diagrama mostra les poblacions més properes.